# Brygada Ochrony im. gen. dyw. Bolesława Wieniawy-Długoszowskiego

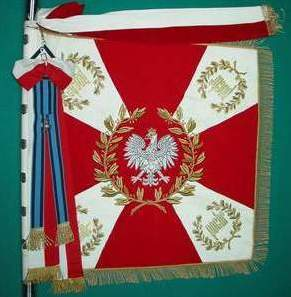
Sztandar Brygady Ochrony (matka chrzestna Teresa Suchecka-Nowak)

Brygada Ochrony im. gen. dyw. Bolesława Wieniawy-Długoszowskiego (BOchr) JW 2414 – oddział Wojska Polskiego.

## Formowanie i zmiany organizacyjne
Naczelne Dowództwo Wojska Polskiego, rozkazem nr 22 z 10 września 1944 roku, powołało 4 Samodzielny Batalion Żandarmerii. Żołnierze rekrutowali się z oddziałów partyzanckich oraz żołnierzy różnych formacji polskich sił zbrojnych. W listopadzie 1945 roku batalion przemianowany został na 4 Samodzielny Batalion Ochrony Sztabu Generalnego. Rozkazem Naczelnego Dowództwa WP nr 26 z 31 stycznia 1945, został przeniesiony wraz ze Sztabem Generalnym WP z Lublina do Włoch, a na początku 1946 został przeniesiony do Warszawy i zakwaterowany przy ul. 29 listopada na Czerniakowie.
Rozkazem nr 256 z dnia 7 listopada 1947 roku 4 Samodzielny Batalion Ochrony Sztabu Generalnego zostaje przemianowany na Batalion Wartowniczy nr 14. Na podstawie zarządzenia Szefa Sztabu Generalnego Batalion Wartowniczy nr 14, przemianowano na 14 Batalion Wartowniczy i podporządkowano Komendzie Ochrony Ministra Obrony Narodowej. W końcu września 1951 roku jednostka zmienia miejsce postoju i przenosi się do kompleksu koszarowego przy ulicy Żwirki i Wigury.
Na mocy Rozkazu ministra obrony narodowej nr O1/MON z 10 stycznia 1957 roku i Zarządzenia organizacyjnego nr 0013 szefa Sztabu Generalnego WP z 21 stycznia 1957 roku, powołana została  Wojskowa Służba Wewnętrzna.
- 10 grudnia 1958 roku w podporządkowanie WSW został przyjęty 14 batalion wartowniczy, który przemianowano na batalion ochrony Wojskowej Służby Wewnętrznej.
- 19 grudnia 1959 roku Zarządowi II WSW została podporządkowana 13 kompania regulacji ruchu.
- 30 czerwca 1962 roku z połączenia batalionu ochrony WSW i 13 kompanii regulacji ruchu został sformowany pułk ochrony i regulacji ruchu WSW, powołany do życia na podstawie zarządzenia Szefa Sztabu Generalnego[4]. Jednostce nadany został numer 2414.
- W maju 1967 roku następuje kolejne przeformowanie jednostki, powstaje Batalion Ochrony WSW, Jednostka Wojskowa nr 2414.
- W 1970 roku dochodzi do kolejnej restrukturyzacji jednostki. Rozkazem Dowódcy Zgrupowania Jednostek Zabezpieczenia Ministerstwa Obrony Narodowej przeformowane zostają: Batalion Ochrony WSW na JW 4160, Batalion Ochrony i Regulacji Ruchu WSW na JW 2414, Oddział Zabezpieczenia i Obsługi na JW 3676, Kompania Administracyjna na Pułk Ochrony i Regulacji Ruchu WSW, a nowej jednostce nadany zostaje numer 2414[3].

Na podstawie rozkazu Szefa Sztabu Generalnego Wojska Polskiego z dnia 30 lipca 1990 dotychczasowy Pułk Ochrony i Regulacji Ruchu WSW im. płk Jana Strzeszewskiego został przemianowany na Pułk Ochrony (pochr).
Pułk był podporządkowany dowódcy Zgrupowania Jednostek Zabezpieczenia MON, a od 1 sierpnia 1995 podlegał Dowódcy Garnizonu Warszawa.
Z dniem 1 stycznia 2006 Pułk Ochrony otrzymał status jednostki budżetowej.
Z dniem 1 stycznia 2013 r. Pułk Ochrony stracił status jednostki budżetowej i został podporządkowany w zakresie zabezpieczenia logistyczno-finansowego Oddziałowi Zabezpieczenia Garnizonu Stołecznego w Warszawie.

## Tradycje brygady
Na podstawie decyzji Nr 226 Ministra Obrony Narodowej z dnia 4 grudnia 1997 pułk ochrony przyjął dziedzictwo tradycji 1 dywizjonu żandarmerii (1928-1939) i pułku AK „Baszta” (1939-1944) oraz przyjął imię patrona gen. dyw. Bolesława Wieniawa-Długoszowskiego. Tą samą decyzją dzień 22 lipca (dzień urodzin patrona) został ustanowiony dorocznym świętem pułku.
5 grudnia 1997 roku Pułk otrzymał sztandar ufundowany przez społeczeństwo gminy Warszawa-Włochy.
W dniu 15 grudnia 2023 odbyła się uroczystość z okazji przeformowania pułku w Brygadę Ochrony, która dziedziczy wszystkie dotychczasowe tradycje pułku.
Jednostka stacjonuje w Garnizonie Warszawa, w koszarach przy ulicy Żwirki i Wigury 9/13. Jej głównym zadaniem jest ochrona (pełnienie służby wartowniczej) i obrona instytucji centralnych Ministerstwa Obrony Narodowej w stołecznym garnizonie. W skład brygady wchodzą dwa bataliony ochrony i pododdziały logistyczne.

Insygnia
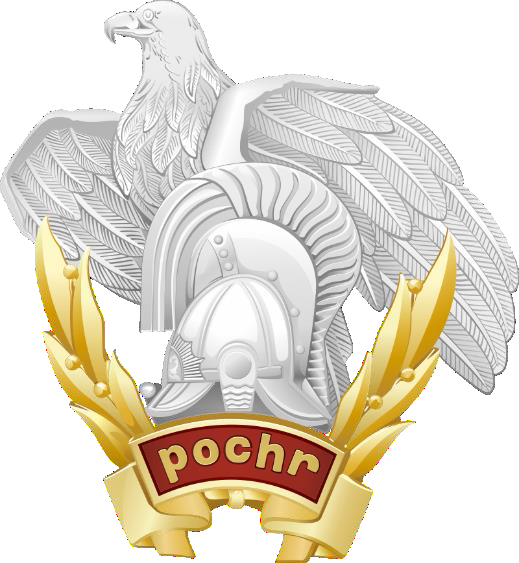
Odznaka pamiątkowa pochr (2022-2024)
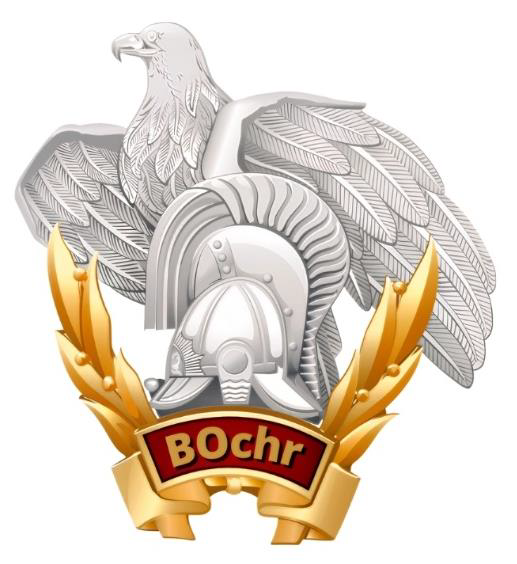
Odznaka pamiątkowa BOchr (od 2024)
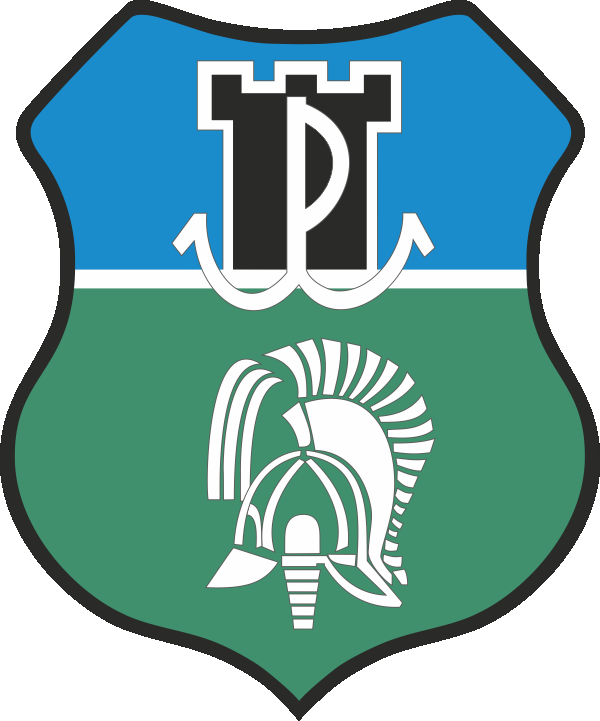
Oznaka rozpoznawcza na mundur wyjściowy: – pochr (2022-2024); – BOchr (od 2024)
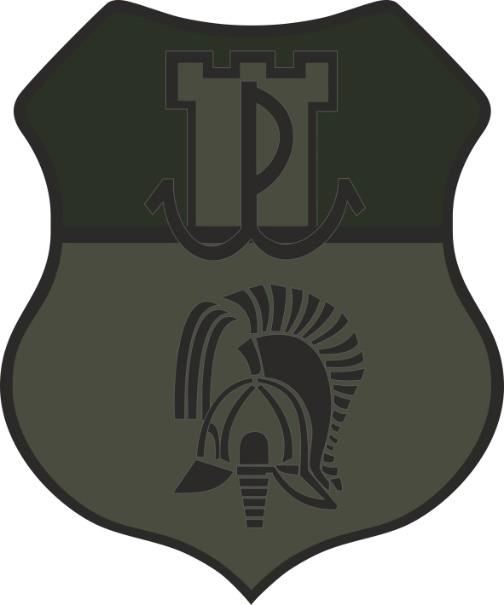
Oznaka rozpoznawcza na mundur polowy: – pochr (2022-2024); – BOchr (od 2024)
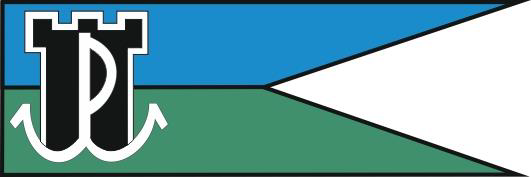
Proporczyk na beret: – pochr (2022-2024); – BOchr (od 2024)

## Wyróżnienia
W dniu 18 marca 2011 Dowódca Pułku Ochrony odebrał z rąk Prezydenta Rzeczypospolitej Polskiej Bronisława Komorowskiego znak tytułu honorowego Przodujący Oddział Wojska Polskiego. Wyróżnienie przyznane zostało Decyzją Nr 2/Wych. Ministra Obrony Narodowej z dnia 28 lutego 2011.
Decyzją Nr 9/Wych. Ministra Obrony Narodowej z dnia 13 lipca 2012 w sprawie oddziałów wojskowych z okazji Święta Wojska Polskiego. Pułk Ochrony im. gen. dyw. Bolesława Wieniawy-Długoszowskiego wyróżniony został wpisaniem nazwy i osiągnięć do "Księgi Honorowej Wojska Polskiego" za szczególne osiągnięcia w realizacji zadań związanych z ochranianiem obiektów wojskowych.
- Lex et Patria 2009, 2013, 2015 – wyróżnienie przyznawane przez Żandarmerię Wojskową[9][3].

## Dowódcy
W latach 1990–2024 dowódcy:
- płk Wiesław Stasiuk (1990–1995)
- płk Stefan Bosek (1995–1998)
- płk Stanisław Wideł (1998–2001)
- płk Sylwester Traczewski (2001–2007)
- płk Roman Januszewski (2007–8.XII.2011)
- płk Krzysztof Zakrzewski (8.XII.2011– 2.VII.2018)
- płk Wojciech Erbel (2.VII.2018–15.IV.2022)
- płk Mirosław Pietras (15.IV.2022–30.I.2023)
- płk Piotr Domżał (30.I.2023–obecnie)